# The S.O.S. Band
The S.O.S. Band (S.O.S. étant un acronyme de « Sounds Of Success ») est un groupe de funk et R'n'B américain créé en 1977 à Atlanta et qui se sépare en 1991. En quelques années (1980/1986), The S.O.S. Band aura placé dans les hits US et UK quelques titres légendaires comme Just the Way you like it, Take Your Time (Do It Right), Just Be Good to Me ou The Finest, entre autres. Le groupe s'est reformé par la suite sans beaucoup de succès.

## Histoire
Le groupe The S.O.S. Band est créé à Atlanta, Géorgie, en 1977 tout d'abord sous le nom de « Santa Monica », puis sous celui de « The S.O.S. Band ». Le groupe est à l'origine composé de Willie "Sonny" Killebrew (saxophone), Billy Ellis (flute), Jason "T.C." Bryant (clavier), Bruno Speight (guitare), John Simpson (basse), James Earl Jones III (percussions), et la voix emblématique du groupe Mary Davis (voix, clavier).
Le manager du groupe, Bunny Jackson-Ransom, fait signer The S.O.S. Band. avec le label Tabu Records, qui regroupera des figures emblématiques du R&B comme Cherrelle (en) et Alexander O'Neal, et lui adjoint Sigidi Abdullah qui signera conjointement avec le groupe quelques hits sur les deux premiers albums.
Sous l'impulsion de Clarence Avant du label Tabu Records, The S.O.S. Band signe ses premiers succès avec l'album S.O.S. (en) (1980), notamment avec les titres Take Your Time (Do It Right) (en), (no 2 dans les charts R&B de Billboard et 800 000 singles vendus) et S.O.S.. Avec l'arrivée de son second album Too (en) (1981), le groupe confirme son succès avec des titres majeurs comme It's a Long Way to the Top et Do It Now, qui se placent à leur tour très bien dans les charts US.
Des musiciens prestigieux comme Fred Wesley, Maceo Parker, Rick Gardner (de Parliament-Funkadelic) et d'autres participeront en tant que musiciens additionnels aux deux premiers albums du groupe, plus funk et cuivre que les albums suivants. De même, Abdul Ra'oof rejoint le groupe à partir du second album Too en tant que trompettiste, tromboniste et au chant.
Leur troisième album, III (en) (1982), contenant le single High Hopes (en), ne rencontre pas le succès des deux précédents albums, et c'est avec leur quatrième album On the Rise (en) sorti en 1983, et produit par les légendaires Jimmy Jam et Terry Lewis que The S.O.S. Band se place à nouveau dans les bonnes places des charts US en étant pour la deuxième fois disque d'or. Le remarquable single Just Be Good to Me (en) n'est pas étranger au succès de ce quatrième album, qui oriente le groupe davantage vers un style R&B que sur le funk des trois premiers albums.
Mais c'est sans doute avec le cinquième album du groupe, Just the Way You Like It (en), sorti en 1984 que The S.O.S. Band livre l'un de ses albums les plus aboutis et ses titres majeurs comme No One's Gonna Love You, Weekend Girl, Just the Way You Like It, suivi en 1986 par l'album Sands of Time (en) et sa multitude de tubes comme Borrowed Love, Nothing But the Best, The Finest (en) et No Lies, titres maintes fois remixés par les plus grands DJ de l'époque.
Le départ en 1987 de Mary Davis, qui part tenter sa chance en solo, voit l'arrivée de Chandra Currelly en remplacement difficile de l'emblématique voix du groupe, reconnaissable entre toutes. Les deux albums suivants, Diamonds in the Raw (en) en 1989 et One of Many Nights (en) en 1991 ne permettront pas au groupe de se maintenir dans le gotha des groupes de R&B de l'époque.
The S.O.S. Band, fer de lance du label Tabu, se sépare en 1991, après l'album One of Many Nights et quatre ans après le départ de la chanteuse emblématique du groupe, Mary Davis. Les tentatives de relance du groupe n'ont pas vraiment abouti, y compris avec le retour dans le groupe de son ex-chanteuse phare dont la carrière en solo n'a jamais vraiment décollée.
En 2014, le label Tabu Records, publie une anthologie complète du groupe The S.O.S. Band dans un coffret réunissant dix CD et un livret agrémenté de textes et photos, récapitulant tous les crédits de chaque album. Les CD de 01 à 08 réunissant tous les albums, les 09 et 10 offrant une sélection des principaux singles 7" et mixes 12" (sans être toutefois complet).

## Discographie

### Singles
| Année | Titres                                         | Chart positions | Chart positions | Chart positions       | Album                    |
| Année | Titres                                         | UK singles      | US Hot 100      | Hot R&B/Hip-Hop Songs | Album                    |
| ----- | ---------------------------------------------- | --------------- | --------------- | --------------------- | ------------------------ |
| 1980  | Take Your Time (Do It Right)                   | 51              | 3               | 1                     | S.O.S.                   |
| 1980  | S.O.S.(Dit Dit Dit Dash Dash Dash Dit Dit Dit) | -               | -               | 20                    | S.O.S.                   |
| 1980  | What's Wrong With Our Love Affair?             | -               | -               | 87                    | S.O.S.                   |
| 1981  | Do It Now                                      | -               | -               | 15                    | Too                      |
| 1981  | You                                            | -               | -               | 64                    | Too                      |
| 1982  | High Hopes                                     | -               | -               | 25                    | S.O.S. Band III          |
| 1983  | Have It Your Way                               | -               | 76              | -                     | S.O.S. Band III          |
| 1983  | Groovin' (That's What We're Doin')             | 72              | -               | 47                    | S.O.S. Band III          |
| 1983  | Just Be Good To Me                             | 13              | 55              | 2                     | On the Rise              |
| 1983  | Tell Me If You Still Care                      | 65              | 5               | -                     | On the Rise              |
| 1984  | For Your Love                                  | -               | -               | 34                    | On the Rise              |
| 1984  | Just the Way You Like It                       | 32              | 64              | 6                     | Just the Way You Like It |
| 1984  | No One's Gonna Love You                        | 13              | -               | 10                    | Just the Way You Like It |
| 1985  | Weekend Girl                                   | 51              | -               | 40                    | Just the Way You Like It |
| 1986  | Borrowed Love                                  | 50              | -               | 14                    | Sands of Time            |
| 1986  | Even When You Sleep                            | -               | -               | 34                    | Sands of Time            |
| 1986  | The Finest (with Alexander O'Neal)             | 17              | 44              | 2                     | Sands of Time            |
| 1987  | No Lies                                        | 64              | -               | 43                    | Sands of Time            |

## Producteurs
Admiral Sigidi, James Harris III, Gene Dozier, Jimmy Jam et Terry Lewis, Clarence Avant, Tina Stephens, Leon F. Sylvers III & Ricky Sylvers, Guy Abrahams

## Featuring & Sample
- Norman Cook -Dub Be Good to Me, (sample Just Be Good to Me)
- Monica -Miss Thang, (sample)
- Shayne Ward -Breathless, (sample)
- Grand Theft Auto IV (jeux vidéo) Just Be Good To Me
- Le Rat Luciano-Just The Way You Like it, (sample)
- Mariah Carey - Always be my baby (so so def remix avec Da Brat et Xscape) (sample Tell Me If You Still Care)
- Mariah Carey - Just Be Good to Me (reprise sur le Music Box tour et le Daydream tour)
- Janet Jackson - Call on me (avec Nelly), (sample Tell Me If You Still Care)
- Beats International - Dub Be Good to Me
- Maxwell - Ascension (Don't Ever Wonder) - Remix (sample No One's Gonna Love You)
- Rakim - New York to Cali (sample Tell Me If You Still Care)
- A$AP Rocky - Peso (sample No One's Gonna Love You)